# Propaganda komunistyczna

Propaganda komunistyczna (Wielki Stalin)

Propaganda komunistyczna – międzynarodowa propaganda inspirowana ideologią komunistyczną.

## Zakres działania oraz główne założenia
Oparta była na pracach ideologów światowego komunizmu Karola Marksa, Fryderyka Engelsa oraz Włodzimierza Lenina. Na społeczeństwo oddziaływano przez środki masowego przekazu – radio, prasę, kino stosując manipulację ideologiczną oraz cenzurę.

## Propaganda komunistyczna w PRL

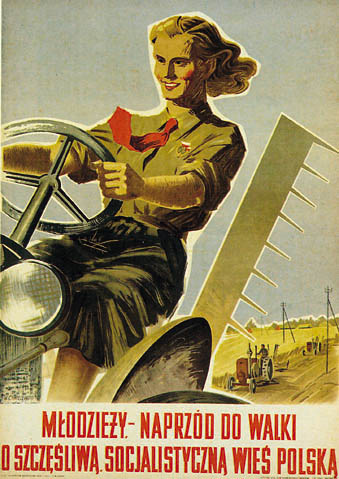
Plakat propagandowy z początków Polski Ludowej

Po zakończeniu II wojny światowej radzieccy komuniści zaprowadzili w Polsce system komunistyczny tworząc na jej terenie komunistyczne państwo – PRL. Propaganda komunistyczna stała się wówczas oficjalnym światopoglądem państwowym. Według jej wytycznych prowadzono nauczanie we wszystkich szkołach .